# Виконис, Николас
Николас Виконис Муреау (исп. Nicolás Vikonis Mureau; родился 6 апреля 1984 года, Монтевидео, Уругвай) — уругвайский футболист, вратарь клуба «Селая».

## Клубная карьера
Виконис начал карьеру в «Уракан Бусео». В 2005 году он перешёл в столичный «Феникс», но из-за высокой конкуренции не смог дебютировать за основной состав. Через полгода Николас присоединился к столичному «Ливерпулю». В 2008 году он покинул команду и несколько сезонов провёл в составе «Рампла Хуниорс» и «Серрито».
Летом 2011 года Виконис перешёл в колумбийский «Атлетико Букараманга». 17 сентября в матче против «Реал Сантандер» он дебютировал в колумбийской Примере B.
В начале 2013 года Николас присоединился к «Патриотас». 2 февраля в матче против «Бояка Чико» он дебютировал в Кубке Мустанга. В начале 2015 года Виконис подписал контракт с «Мильонариос». 7 февраля в матче против своего предыдущего клуба «Патриотас» он дебютировал за новую команду. В 2017 году Виконис помог Мильонариос выиграть чемпионат. В начале 2018 года Николас перешёл в мексиканскую «Пуэблу».

## Достижения
«Мильонариос»
- Чемпионат Колумбии по футболу — Финалисасьон 2017